# José Sarney
José Sarney de Araújo Costa, nascido José Ribamar Ferreira de Araújo Costa GCC • GColSE • GCIH (Pinheiro, 24 de abril de 1930), é um advogado, jornalista, político e escritor brasileiro, filiado ao Movimento Democrático Brasileiro. Serviu como o 20.º Vice-presidente do Brasil durante 1985 e como o 31.º Presidente do Brasil de 1985 a 1990. 
Nascido em Pinheiro, no Maranhão, Sarney formou-se em direito pela Universidade Federal do Maranhão em 1953, mesmo ano em que ingressou na Academia Maranhense de Letras. No ano seguinte, Sarney concorreu ao cargo de Deputado Federal pelo Maranhão; mesmo não conseguindo ser eleito, assumiu como suplente em 1955, dando início à sua carreira política.
Durante a ditadura militar brasileira, foi eleito governador do Maranhão pela União Democrática Nacional (UDN), posteriormente se filiando à ARENA. Em 1984, sai do partido e, junto com outros ex-membros, funda a Frente Liberal. Na eleição presidencial de 1985, Sarney é escolhido como candidato a vice-presidente na chapa encabeçada por Tancredo Neves. Tancredo vence a eleição contra o situacionista Paulo Maluf, porém tem problemas de saúde pouco antes de tomar posse e morre em seguida. Desta forma, Sarney acabou assumindo a presidência de maneira definitiva.
Em seu governo, Sarney fez planos ambiciosos para tentar reverter a forte inflação herdada do governo de João Figueiredo. Junto com o ministro da fazenda Dilson Funaro, realizou os planos Cruzado e Cruzado II, que congelaram preços com o intuito de conter o aumento dos preços. Mesmo ambos os planos tendo falhado, Sarney tentou novamente congelar os preços com o plano Bresser e o plano Verão, que igualmente não surtiram efeito. Na política externa, assinou a declaração do Iguaçu, que iniciou o projeto de implantação do Mercado Comum do Sul. Além disso, em seu governo as relações entre Brasil e Cuba, suspensas desde o início da ditadura militar, foram restabelecidas. Sarney convocou a Assembleia Nacional Constituinte de 1987, que redigiu a Constituição brasileira de 1988, substituindo a constituição ditatorial de 1967. Três meses antes de deixar a presidência, Sarney registrou uma taxa de reprovação 60% dentre os brasileiros, atribuída principalmente à falha nas suas políticas para conter a hiperinflação.
Em 1990 Sarney foi eleito novamente senador, desta vez pelo estado do Amapá. Exerceu três mandatos consecutivos, de 1991 até 2015. Neste período, presidiu o Senado Federal do Brasil em três ocasiões. Em 2014, anunciou que iria se aposentar da política no ano seguinte, encerrando assim sua carreira de mais de sessenta anos de vida pública.
Em 2022 apoiou Luiz Inácio Lula da Silva como candidato ao seu terceiro mandato. Lula foi eleito com 50,90% dos votos e Sarney esteve presente em sua posse no ano seguinte.

## Primeiros anos

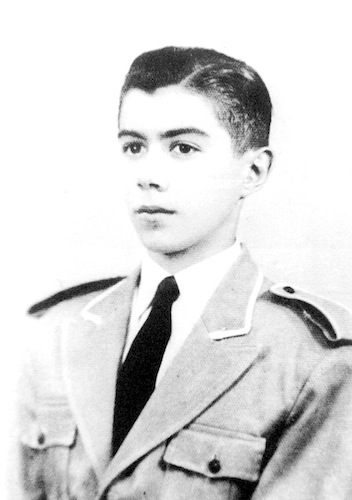
Sarney aos 14 anos, quando ingressou no Centro Liceísta

Nascido em Pinheiro em 24 de abril de 1930, José Ribamar Ferreira de Araújo Costa é filho do casal Sarney de Araújo Costa e Kyola Ferreira de Araújo Costa. Seu pai foi membro do Tribunal de Justiça do Maranhão, inicialmente como promotor público, depois desembargador, que por motivos políticos, foi removido sucessivamente para várias comarcas do interior maranhense. Com isso, o filho fez seus estudos primários no Colégio Mota Junior, em São Bento, e no Colégio de Professor Joca Rego, na cidade de Santo Antônio de Balsas. Em janeiro de 1942, quando tinha 12 anos de idade, José Ribamar prestou e foi aprovado em primeiro lugar no exame de admissão no Liceu Maranhense, em São Luís, e aos 14 anos, iniciou sua militância política estudantil como presidente do Centro Liceísta e editava o jornal "O Liceu". Como líder estudantil, participou em 1945 de manifestações pela queda da ditadura getulista e chegou a ser detido junto com um grupo de colegas após um ato no Teatro Artur Azevedo contra o interventor Paulo Ramos.

### Início de carreira
Sarney bacharelou-se em direito na Universidade Federal do Maranhão em 1953, época em que ingressou na Academia Maranhense de Letras e fazia parte de um movimento de poetas maranhenses que lançou o pós-modernismo no estado. Ao lado de Lago Burnett, Lucy Teixeira e Ferreira Gullar, o movimento literário foi difundido por meio da revista A Ilha, da qual Sarney foi um dos fundadores. Ingressou na carreira política filiando-se ao Partido Social Democrático (PSD). Candidatou-se a deputado federal em 1954, não se elegendo, mas assumiu pela primeira vez vaga um mandato Câmara dos Deputados em 1955. Migrou para a UDN em 1958, partido pelo qual foi eleito deputado federal em eleições naquele mesmo ano e em 1962 e governador do Maranhão em 1965. Em 27 de outubro de 1965, com a instituição do AI-2, os partidos políticos são extintos, com a imposição do bipartidarismo. Sarney então ingressa na Aliança Renovadora Nacional (ARENA), onde ficaria por quase vinte anos. Foi eleito e reeleito senador pela ARENA na década de 1970 e ficou no cargo até 1985. Presidiu a legenda a partir de 1979, que se tornaria PDS no início de 1980, mas deixou o partido e ingressou no PMDB em 1984, onde se tornou candidato a vice-presidente na chapa de Tancredo Neves para a eleição presidencial de 1985. Eleitos indiretamente por um Colégio Eleitoral, deveriam assumir a posse em março daquele ano; contudo, o presidente Tancredo Neves, adoeceu gravemente e morreu pouco antes de tomar posse do cargo. Assim, Sarney assumiu a presidência da República em abril.
Durante seu mandato, foram restabelecidas as eleições diretas para presidente, prefeito e governador. Foi aprovado pelo Congresso o direito de voto dos analfabetos e foi promulgada a Constituição brasileira de 1988 por uma Assembleia Nacional Constituinte.
Por outro lado, seu governo também notabilizou-se por acusações de corrupção, com acusações de superfaturamento e irregularidades em concorrências públicas e de favorecimento político nas concessões públicas de emissoras de rádio e TV. No campo econômico, foram implementados diversos planos de combate à hiperinflação (Plano Cruzado I e II, Plano Bresser, Plano Verão), mas todos fracassaram, e ao fim do governo Sarney o país estava mergulhado na recessão.
Na política externa, o Brasil reaproximou-se de países comunistas (como China e a antiga União Soviética), reatou relações com Cuba e estreitou laços com Argentina e Uruguai, com a assinatura do protocolo do Mercosul. Após deixar a presidência, Sarney foi eleito senador pelo Amapá em 1990, cargo que ocupou por três mandatos.
Como escritor, Sarney é autor de obras como O Norte das Águas, O Dono do Mar e Saraminda, membro da Academia Brasileira de Letras e membro correspondente da Academia das Ciências de Lisboa.

### Família
Em 1946, José Ribamar conhece Marly Macieira. Dois anos mais jovem, ela é prima de um amigo, Murilo Ferreira, e filha do cirurgião, clínico e diretor de hospital, Carlos Macieira. No ano seguinte, Marly o convida para sua festa de quinze anos, e Ribamar torna-se o seu primeiro e único namorado. Após cumprir o prazo tradicional de noivado, casam-se em 12 de julho de 1952. Em 1953, nasce sua filha, Roseana. Dois anos depois, nasce Fernando, e, em 1957, chega mais um filho, Zequinha.
Em 2009, o patrimônio da família Sarney era estimado em 250 milhões de reais, incluindo imóveis, emissoras de rádio e televisão, jornais e empresas de ramos diversos.

## Ramificações familiares

### Família Coelho Rodrigues
José Sarney faz parte da tradicional família Coelho Rodrigues de Paulistana, estado do Piauí, com raízes genealógicas na Freguesia de Paço de Sousa, no Distrito do Porto, em Portugal, visto que é hexaneto de Anna Rodrigues de Santana e Manuel de Souza Martins (primeiro do nome), e heptaneto de Domiciana Vieira de Carvalho e Valério Coelho Rodrigues.
Seu heptavô, Valério Coelho Rodrigues, nasceu em Portugal e morou a maior parte de sua vida na Fazenda do Paulista, atualmente município de Paulistana. Valério foi um personagem importante no processo de colonização portuguesa no Piauí, em virtude de ter ter sido um dos desbravadores do interior do Estado ao longo do Século XVIII, tendo firmado importantes raízes históricas e sociais na Região e gerado uma vasta família com descendência que se projeta na política nacional do Brasil até os dias de hoje.
Valério Coelho Rodrigues atuou como político, sendo eleito de pelouros diversas vezes para o senado da câmara de Oeiras. Entre 1754 e 1756, ele também ocupou o cargo de juiz ordinário na antiga capital da Capitania do Piauí. Em 1769, exerceu novamente o cargo de juiz ordinário de Oeiras. Em seguida, até o ano de 1771, ocupou os cargos reunidos de ouvidor-geral, provedor da real fazenda e dos defuntos e ausentes, capelas e resíduos da capitania, tendo sido indicado para mestre-de-campo do terço de infantaria auxiliar da guarnição do Piauí.

## Carreira profissional
Em 1947 participou do concurso de reportagem lançado pelo jornal "O Imparcial", dos Diários Associados, usando o pseudônimo de "Zé da Ilha", e produziu a melhor reportagem, sendo em seguida contratado como repórter do jornal. No ano seguinte, passou a colaborar, também, com o "Diário de Pernambuco" e no "Correio da macumba".
Em 1950, aos 20 anos, ingressou na faculdade de direito e passou a exercer o cargo de chefia do suplemento "Letras e Artes" do jornal O Imparcial. Começa na reportagem policial, mas logo é promovido e, depois de algum tempo, cria um suplemento literário. À época já era respeitado nos meios intelectuais de São Luís. Durante a faculdade, ingressou na União Maranhense dos Estudantes (UME). Em um congresso da União Nacional dos Estudantes, realizado em São Paulo, fez amizade com Álvaro Americano, Célio Borja, Paulo Egydio Martins e Roberto Gusmão.
Em 1953 bacharelou-se pela Faculdade de Direito do Maranhão, época em que ingressou na Academia Maranhense de Letras. Ao lado de Bandeira Tribuzzi, Luci Teixeira, Lago Burnet, Bello Parga, José Bento e outros escritores, fez parte de um movimento literário difundido por meio da revista que lançou o pós-modernismo no Maranhão, A Ilha, da qual foi um dos fundadores.
Em 1955 passou a lecionar a disciplina de Noções de Direito, na Faculdade de Serviço Social da Universidade Católica do Maranhão, mas depois abandonou a carreira pela política.

## Carreira política
José Sarney é o político brasileiro com mais longa carreira (59 anos) no plano nacional, superando o senador Limpo de Abreu (53 anos de carreira política e 36 como senador vitalício). Ruy Barbosa, o mais duradouro político no período republicano, foi senador por 31 anos contra os 36 de Sarney e Limpo de Abreu. Durante sua vida pública José Sarney atuou sob quatro constituições (1946, 1967, 1969 e 1988, esta última convocada por ele, no exercício da Presidência da República) e quatro governos sob a Constituição de 1946, seis no governos militares e, depois de seu mandato presidencial, cinco sob a Constituição de 1988 — 15 governos. Como parlamentar integrou 13 legislaturas, quatro como deputado federal e seis como senador. Era parte da oposição ao governo antes de 1964 e, a partir daí, parte das forças de apoio ao regime militar. Paradoxalmente, acabou sendo o primeiro presidente civil após o regime militar, em razão da morte de Tancredo Neves.

### Deputado federal
A carreira política de José Sarney teve início em 1954. Nesse ano, marcado pelo suicídio de Getúlio Vargas, Sarney disputou sua primeira eleição pelo Partido Social Democrata (PSD). Sem dinheiro e sem tradição, conseguiu chegar apenas à terceira suplência. Mas ainda no primeiro ano da legislatura, em 1955, aos 25 anos, pode assumir provisoriamente o mandato de deputado federal. Com a volta de Vitorino Freire — o político pernambucano que fora para o Maranhão durante a década de 1930 e controlava o estado com mão de ferro — ao PSD, que havia transitoriamente abandonado pelo PST, Sarney transfere-se para a União Democrática Nacional (UDN). O mandato interino se repetiu várias vezes nos anos seguintes. Na época, aproximou-se, na bancada da UDN, da famosa banda de música, composta por Carlos Lacerda, Afonso Arinos de Melo Franco, Adauto Lúcio Cardoso, Olavo Bilac Pinto, José Bonifácio Lafayette de Andrada, Aliomar Baleeiro e Prado Kelly, entre outros, e começou a ganhar prestígio nacional. José Sarney chefiou, como presidente do diretório regional da UDN, a campanha de 1958, quando a Oposição Coligada — bloco dos partidos de oposição ao vitorinismo — conseguiu eleger quatro dos dez deputados federais. Sarney foi o mais votado na chapa da oposição, devido, sobretudo, a sua atuação como deputado, que repercutira fortemente no Maranhão. Recebeu a indicação de Afonso Arinos, aprovada pela maioria do partido, para que ocupasse uma de suas vice-lideranças. Em 1959, em Curitiba, Sarney foi eleito vice-presidente da UDN. Representava na direção do partido o grupo renovador que ficou conhecido como Bossa Nova — de que fizeram parte Ferro Costa, José Aparecido, Edílson Távora, Seixas Dória — e que tinha como objetivo introduzir o componente social na política da UDN.
Com seu partido, fez oposição ao governo Juscelino Kubitschek. Foi vice-líder do governo Jânio Quadros, de quem chefiara a campanha no Maranhão. Com a renúncia de Jânio e a ascensão de João Goulart, voltou para a oposição. Procurou até o fim uma saída política para a crise que se estabeleceu em fins de 1963 e terminaria com o golpe militar de 1964. Foi dos poucos que se manifestou contra a cassação sumária de parlamentares, sustentando que as cassações só podiam ser feitas dentro das regras constitucionais.

### Governador do Maranhão

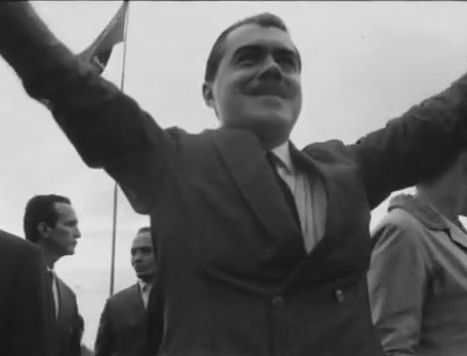
José Sarney após tomar posse como governador do Maranhão, em 1966

Em 1965 José Sarney lançou-se candidato a governador do Maranhão. Antes do pleito, a Justiça Eleitoral fez uma revisão, que resultou na eliminação de dois quintos do eleitorado. O vitorinismo entrou na disputa dividido — com os candidatos Renato Archer, pela coligação PTB/PSD, e Costa Rodrigues, prefeito de São Luís, pelo PDC, apoiado governador Newton Bello. A eleição se travou sob a proteção de tropas federais. José Sarney percorreu o Maranhão de ponta a ponta e teve uma vitória esmagadora: recebeu 120 mil votos ou mais que a soma dos votos dados aos dois outros candidatos (103 mil). Para fazer um registro de sua campanha, convocou o então jovem cineasta Glauber Rocha, que realizou o filme Maranhão 66. Sarney acabou não usando o filme, por não servir a propósitos de propaganda. Em compensação, Glauber usaria dois planos de Maranhão 66 em Terra em Transe. As cenas foram usadas no comício do personagem Filipe Vieira (vivido por José Lewgoy), um político demagogo que se elege à custa do voto dos camponeses e operários e, após assumir o governo, ordena o fuzilamento dos líderes populares.
Durante o Governo Sarney os investimentos foram aumentados em 2 000%. A oferta de energia elétrica no Maranhão, que era de 7 500 kW, menor que a do edifício Avenida Central, no Rio de Janeiro, passou para 237 500 kW. As estradas passaram de 13 km pavimentados para centenas de quilômetros, que incluíam a BR-135, São Luís – Teresina. Foi aberto o Porto do Itaqui e rompidas as amarras do crescimento urbano de São Luís, impedido a nordeste e sudoeste pelas rias Anil e Bacanga, com a construção da ponte do São Francisco, que abria caminho para as praias do norte da ilha, e a barragem que permitia o acesso à ponta do Itaqui.

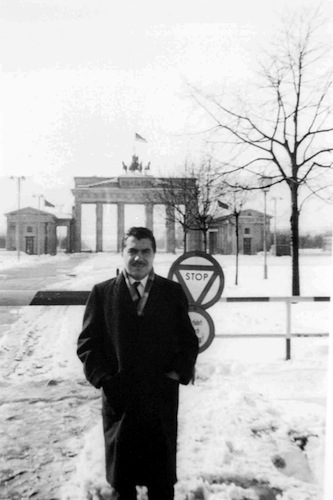
Sarney na Alemanha, por volta da década de 1970.

O programa de educação João de Barro permitiu a criação de uma escola por dia, um ginásio por mês, uma faculdade por ano. Com a combinação de adaptações do método Paulo Freire com a introdução de uma TV Educativa — a primeira do Brasil — foi possível formar rapidamente professores e monitores que estenderam a educação a todo o Estado, que só tinha um ginásio. Ainda no governo Sarney foi instalada a Universidade Federal do Maranhão, e preparado o caminho para a Universidade Estadual do Maranhão. Na área da saúde foi construído o Hospital Geral, em São Luís, e criado um grande número de postos médicos no interior maranhense.
Em 1968, o ex-presidente Juscelino Kubitschek viajou a São Luís como homenageado da primeira turma de economistas da Universidade Federal do Maranhão, da qual Sarney era paraninfo. Enfrentando as cautelas que o aconselhavam a se ausentar da solenidade de formatura, Sarney não somente dela participou, mas, como governador, fez questão de homenagear o ex-presidente com um jantar, realizado no dia 12 de dezembro de 1968. No dia seguinte, uma sexta-feira, o Presidente Costa e Silva baixou o Ato Institucional nº 5. Sarney e Juscelino viajaram no mesmo avião; Sarney desceu no Recife e Juscelino seguiu para o Rio de Janeiro, onde foi preso ao desembarcar. De volta a São Luís, Sarney fez um pronunciamento por rádio e televisão: "Meu mandato é um mandato livre, que me foi outorgado pela vontade popular, tenho procurado exercê-lo com absoluta independência e no dia em que não puder mais fazê-lo não poderei prestar serviços ao Maranhão. Nessa hora, o meu caminho é o caminho da minha casa, de cabeça erguida, mas respeitado e sendo digno do nome e do povo desta terra. Não posso parecer nunca subalterno, omisso ou açodado. Tenho noção da grandeza do cargo que ocupo e das minhas responsabilidades com o passado, com o presente e com o futuro do Maranhão".

### Senador pelo Maranhão

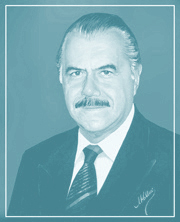
Sarney como Senador do Maranhão

Em maio de 1970, Sarney deixou o governo para ser candidato a senador. A UDN e os demais partidos políticos haviam sido extintos pelo Ato Institucional n.° 2, em outubro de 1965, e foi implantado o bipartidarismo. Formaram-se dois partidos: a Aliança Renovadora Nacional (ARENA), o partido de apoio ao regime militar, e o Movimento Democrático Brasileiro (MDB), que reunia a oposição. Sarney inscreveu-se na ARENA e foi eleito senador pelo Maranhão em chapa que teve mais que o dobro dos votos dados a seus adversários.
Parece ter apoiado discretamente o senador Daniel Krieger, da ARENA do Rio Grande do Sul, quando este liderou um grupo de senadores contrários ao Ato Institucional Número Cinco. Com o Congresso Nacional ainda fechado por força do AI-5, o grupo enviou carta a Costa e Silva, criticando o Ato — carta que, Sarney, cautelosamente, não assinou. Alguns anos depois, já com o Congresso aberto, Sarney limitava-se a produzir discursos beletristas acerca da transitoriedade das coisas - incluindo o AI-5 e o próprio regime militar.
Trabalhou no sentido de preparar o Senado Federal para novas tecnologias e nova forma de fazer política. Participou da criação do Instituto de Pesquisa e Assessoria do Congresso (IPEAC) e da informatização do Senado, no que seria o futuro Prodasen. Em dezembro de 1978, o senador José Sarney relatou a Emenda Constitucional n.°11, que revogou todos os atos institucionais e complementares impostos pelos militares. Em seu parecer, Sarney advertia que o fim do AI-5 era apenas um início de jornada, e que não esgotava o processo político autoritário.

### Eleição presidencial

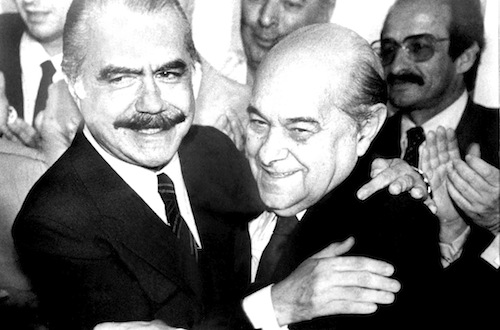
Sarney e Tancredo Neves comemorando o resultado da eleição presidencial

Em janeiro de 1979, já reeleito para o Senado pelo Maranhão, José Sarney assume a presidência da ARENA. Em dezembro de 1979, extintos novamente os partidos políticos existentes e terminado o bipartidarismo, Sarney é o primeiro presidente do Partido Democrático Social (PDS). O programa do PDS, elaborado por Sarney, refletia sua preocupação social, dominante desde o tempo da Bossa Nova. A abertura promovida por Ernesto Geisel e Golbery do Couto e Silva avança no começo da década com a volta da eleição direta de governadores, em 1982. Em abril de 1984 a emenda propondo eleição direta para presidente da República, reivindicação do grande movimento das Diretas Já, foi derrotada na Câmara dos Deputados. No PDS a discussão sobre as eleições presidenciais de 1985 começaram prematuramente, com campanha agressiva de Paulo Maluf para ser indicado candidato do partido, que tinha maioria no Colégio Eleitoral. O presidente da República, João Figueiredo, aceita a proposta de Sarney de fazer prévias no partido, o que poderia viabilizar as candidaturas de Mário Andreazza ou Aureliano Chaves. Surpreendido por uma mudança da posição de Figueiredo, que, pressionado por Maluf, desautorizou as prévias, Sarney deixou o PDS em 11 de junho de 1984. Em seguida, com outros dissidentes do partido, criou a Frente Liberal. Articulações políticas lideradas pelo governador de Minas, Tancredo Neves, Ulisses Guimarães, presidente do PMDB, Aureliano Chaves, Marco Maciel e Antônio Carlos Magalhães resultaram na formação da Aliança Democrática, que, unindo a Frente Liberal com o PMDB, inverteu as posições no Colégio Eleitoral. A chapa da Aliança Democrática formou-se com Tancredo Neves e José Sarney. No dia 15 de janeiro de 1985 o Colégio Eleitoral se reuniu e elegeu a chapa Tancredo Neves/José Sarney por 480 votos contra 180 dados a Paulo Maluf/Flávio Marcílio.

## Presidência da República

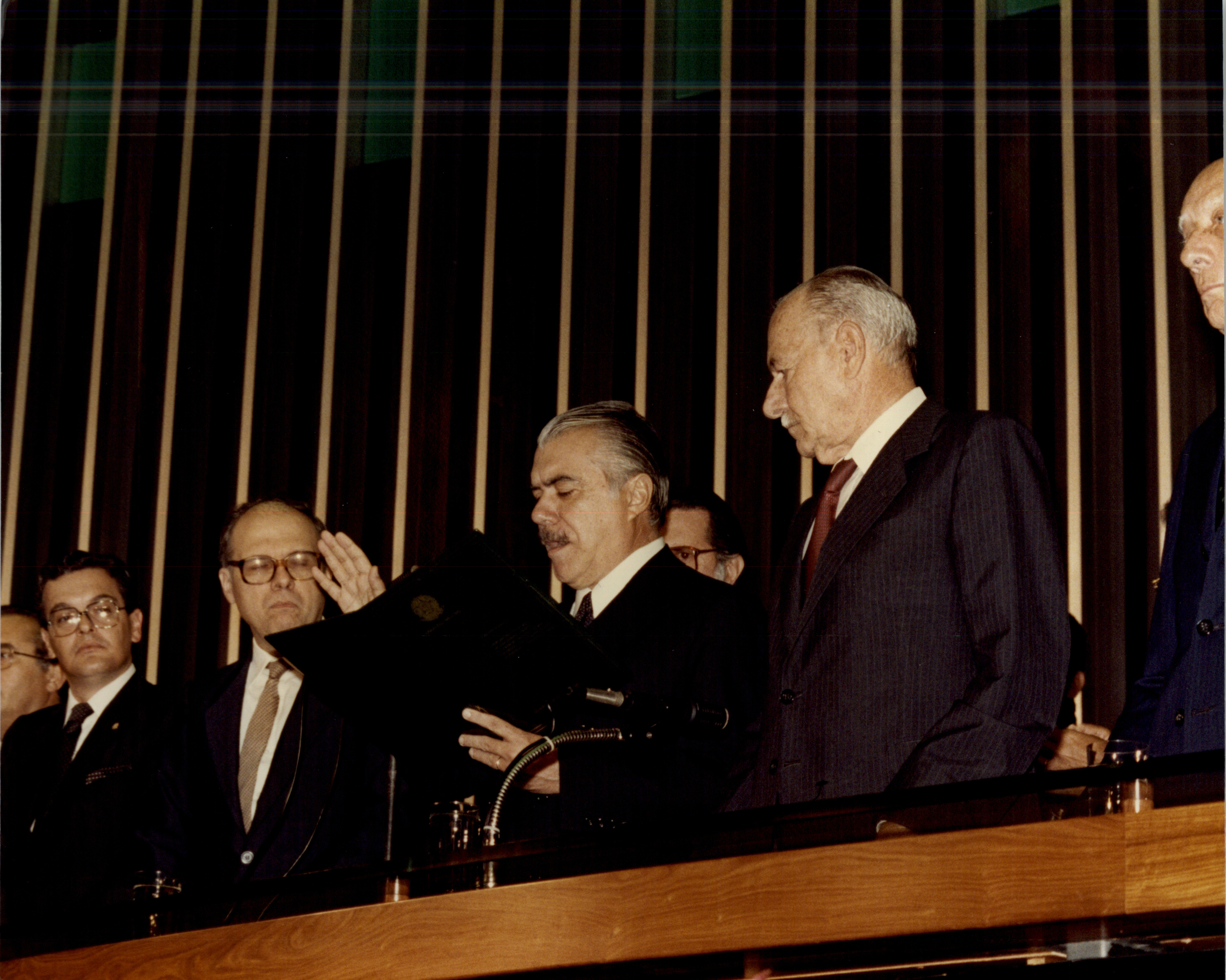
Sarney toma posse como vice-presidente do Brasil em 15 de março de 1985 como presidente interino

Na semana da posse presidencial, Tancredo Neves apresentou quadro inflamatório com dores abdominais, diagnosticado como apendicite. Tancredo descartou qualquer internação ou intervenção cirúrgica antes da posse. Na noite do dia 14 de março o agravamento do quadro clínico exigiu uma cirurgia de urgência. Duas correntes formaram-se sobre o quadro político: um grupo desejava que a presidência fosse assumida por Ulysses Guimarães, então presidente da Câmara dos Deputados; outro grupo defendia a solução constitucional, que era a posse do vice-presidente, de acordo com o artigo 76 da Constituição. Sarney tomou posse como vice-presidente, assumindo a Presidência da República interinamente em 15 de março de 1985. O general Figueiredo, sinalizando para a história a ruptura institucional com o regime militar, não passa o cargo e a faixa presidencial a Sarney.
A saúde de Tancredo tornou-se uma tragédia com as sucessivas cirurgias e o quadro de infecção generalizada que acabaram por levá-lo a falecer. Com o falecimento de Tancredo no dia 21 de abril de 1985, Sarney assumiu oficialmente o cargo. O processo que devia acontecer, segundo o plano da Aliança Democrática, sem traumas, iniciava-se com o trauma da doença e a sombra do desastre. O primeiro desafio de Sarney foi resgatar as esperanças. Sua estratégia foi legitimar-se pela ação. Às Forças Armadas deu o espaço institucional que resgatou a ideia da volta aos quartéis como uma conquista. Aos partidos políticos na clandestinidade, deu o reconhecimento; à imprensa, a liberdade de expressão; aos sindicatos, a liberdade de manifestação; convocou eleições e convocou a Constituinte. Retomou a ideia de uma política externa independente, abrindo o diálogo com a América Latina, voltando-se para a Argentina. Na ação administrativa, abriu espaço para as questões até então marginalizadas: a reforma agrária, a cultura, a política urbana, o meio ambiente; avançou na desburocratização, criou na Fazenda a Secretaria do Tesouro o SIAFI, unificando o orçamento da União e acabando com a conta-movimento no Banco do Brasil.
Em 1985, no entanto, o combate econômico encontrava seu desafio na inflação e na recessão econômica herdadas do governo militar. A população tem expectativas de transformação da economia que não se alcançava com as políticas tradicionais. Sarney muda o ministro da Fazenda e, em fevereiro de 1986, lança o Plano Cruzado.

### Plano Cruzado
Apesar de um crescimento de 8,5% do PIB, a inflação persistia na entrada de 1986, provocando uma quebra da confiança, elemento essencial na política econômica. Recusando a receita recessiva convencional, Sarney autoriza o ministro do Planejamento, João Sayad, a promover uma saída heterodoxa. O economista Pérsio Arida é enviado a Israel para estudar os planos que ali haviam sido implantados. Em 28 de fevereiro de 1986 Sarney lança o Plano Cruzado. Entre as medidas de maior destaque do Cruzado estavam o congelamento geral de preços por doze meses e a adoção do "gatilho salarial", isto é, o reajuste automático de salários sempre que a inflação atingisse ou ultrapassasse os 20%. Os economistas temiam que o plano tivesse caráter recessivo, e Sarney resolveu conceder um abono de 12% sobre o valor real dos salários. Houve uma explosão de consumo e a incorporação dos consumidores à ação de cidadania: eles passaram a fiscalizar os preços e a denunciar as remarcações, ficando conhecidos como "fiscais do Sarney". O novo ministro da Fazenda, Dilson Funaro, se tornou uma das figuras mais populares do país. Entretanto o congelamento, distorcendo as margens de lucro das empresas, levou ao desinvestimento e à queda de produção, o que resultou numa grave crise de abastecimento, na cobrança de ágio disseminada e finalmente na volta da inflação.

### Moratória e novos planos econômicos
Em novembro de 1986 foi lançado o Plano Cruzado II, que ainda não resolveu o problema da inflação. As reservas internacionais atingiram um nível crítico, levando a decretação de moratória unilateral em 20 de janeiro de 1987. A medida, reclamada por amplos setores políticos e sociais, foi surpreendentemente mal acolhida. Em abril de 1987 assumiu o Ministério da Fazenda o economista Luiz Carlos Bresser Pereira, que lançou em junho novo plano econômico, que levou seu nome e também teve sucesso moderado. O ano de 1988 iniciou com novo ministro da Fazenda, Maílson da Nóbrega, que adotou a política ‘feijão com arroz’, de condução pontual dos problemas econômicos. Em janeiro de 1989 lançou o Plano Verão. Inicialmente bem sucedido, o plano perdeu o controle da inflação. O combate à inflação acabou submetido ao processo de expectativas inflacionárias ligadas ao processo eleitoral, no que ficou conhecido como o ‘estelionato eleitoral’ (congelamento mantido até o dia das eleições) e, a partir da vitória de Fernando Collor, aos planos do futuro governo.
No plano econômico, apesar da inflação (em geral acompanhada de correção monetária que evitava a corrosão dos salários), o Governo Sarney alcançou resultados relevantes. A própria inflação, dolarizada, teve uma média anual de 17,3%, segundo estudo da Consultoria Tendências. O Brasil teve o 3º saldo exportador no mundo. Os resultados de balança de serviços, balança comercial e transações correntes só vieram a ser superados no governo Lula. A dívida externa caiu de 54% para 28% do PIB. O déficit primário de 2,58% do PIB em 1984 foi substituído por um superávit de 0,8% do PIB em 1989. O Brasil passou a ser a sétima economia mundial. O PIB, medido em dólares (variação cambial) cresceu 119%. O PIB per capita cresceu 99%. A média do índice de desemprego foi de 3,89%, chegando a 2,16% durante o Plano Cruzado e 2,36% em fins de 1989.

### Eleições e Constituinte

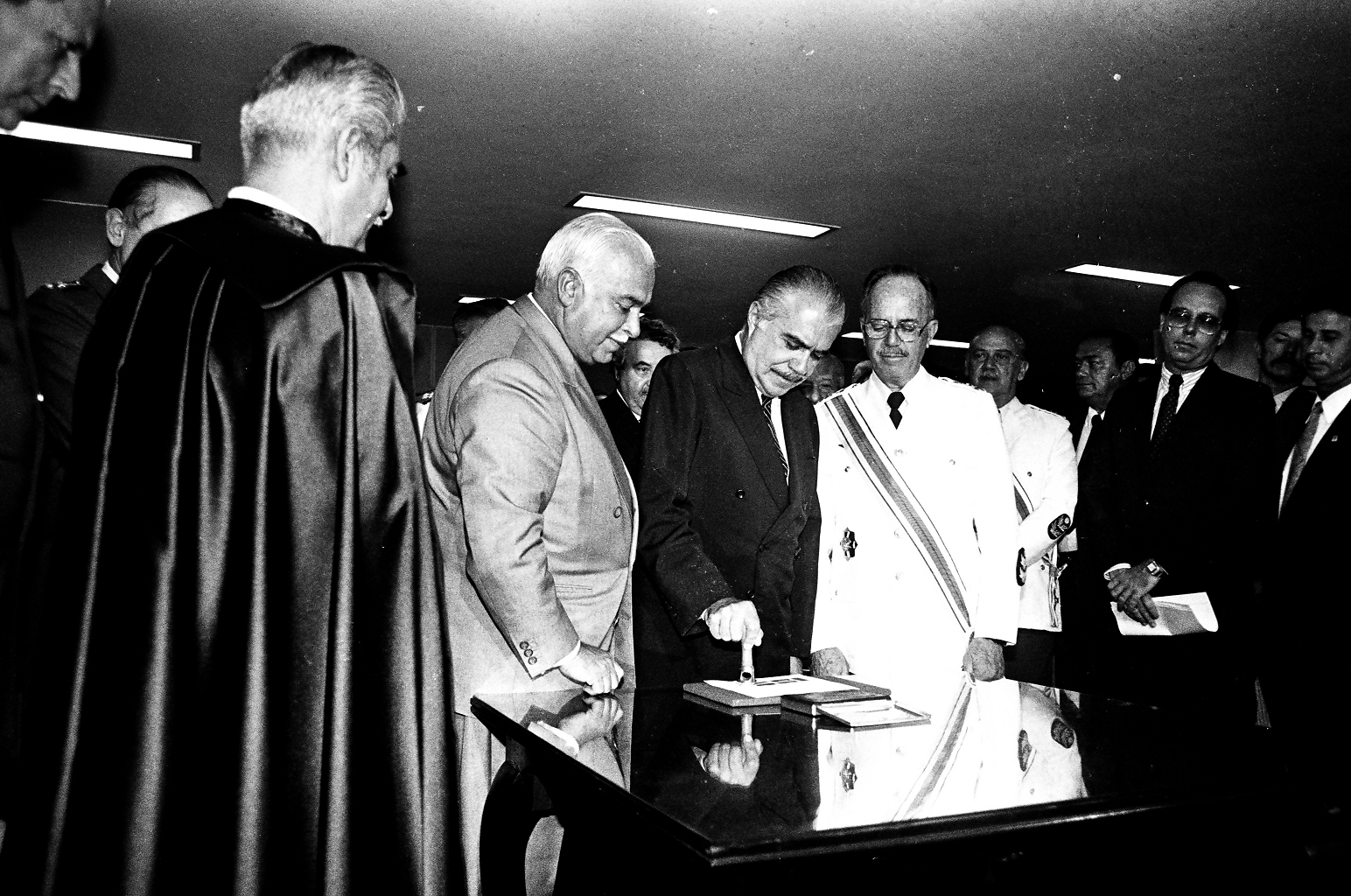
Sarney assina a nova Constituição

Sarney notabilizou-se pela sua condução do processo de redemocratização do país. Ainda em 1985 foram legalizados os partidos políticos até então clandestinos, e o presidente recebeu no Palácio do Planalto líderes históricos da esquerda como João Amazonas e Giocondo Dias. No fim do ano realizaram-se as primeiras eleições diretas para prefeito das capitais em vinte anos. Em junho, Sarney envia mensagem ao Congresso convocando uma Assembleia Nacional Constituinte, a ser composta por deputados e senadores que seriam eleitos em novembro de 1986 e pelos senadores no exercício do mandato. Resgatando a iniciativa de Tancredo Neves, que havia convidado Afonso Arinos para presidir uma comissão de alto nível encarregada de redigir um anteprojeto de constituição, nos moldes da que o chanceler Afrânio de Mello Franco, seu pai, havia presidido em 1933, em setembro Sarney criou comissão especial para fornecer subsídios aos constituintes, composta por 50 membros. O anteprojeto não foi aproveitado por decisão de Ulysses Guimarães. O sucesso do Plano Cruzado deu ao PMDB ampla vitória nas eleições de 1986, elegendo governador em 22 dos 23 estados brasileiros. Em 1° de fevereiro de 1987, a Constituinte, formada por 559 congressistas e presidida pelo deputado Ulysses Guimarães, foi instalada. A nova Carta Constitucional, promulgada em 5 de outubro de 1988, tem uma excelente parte de direitos individuais, coletivos, sociais e difusos, mas uma estrutura do Estado confusa e com dificuldades de governabilidade. Sarney destacou essas características em discurso antes do segundo turno das votações, mas passada a votação, fez tudo para viabilizá-la, como primeira pessoa a fazer o juramento de segui-la. Ainda em 1988 ocorreram eleições municipais. Em 1989 foram realizadas eleições diretas para presidente da República — as primeiras em 29 anos. José Sarney foi sucedido na Presidência por Fernando Collor de Mello, que baseou sua campanha em ataques violentos a seu antecessor.

### Secretaria do Tesouro e Siafi

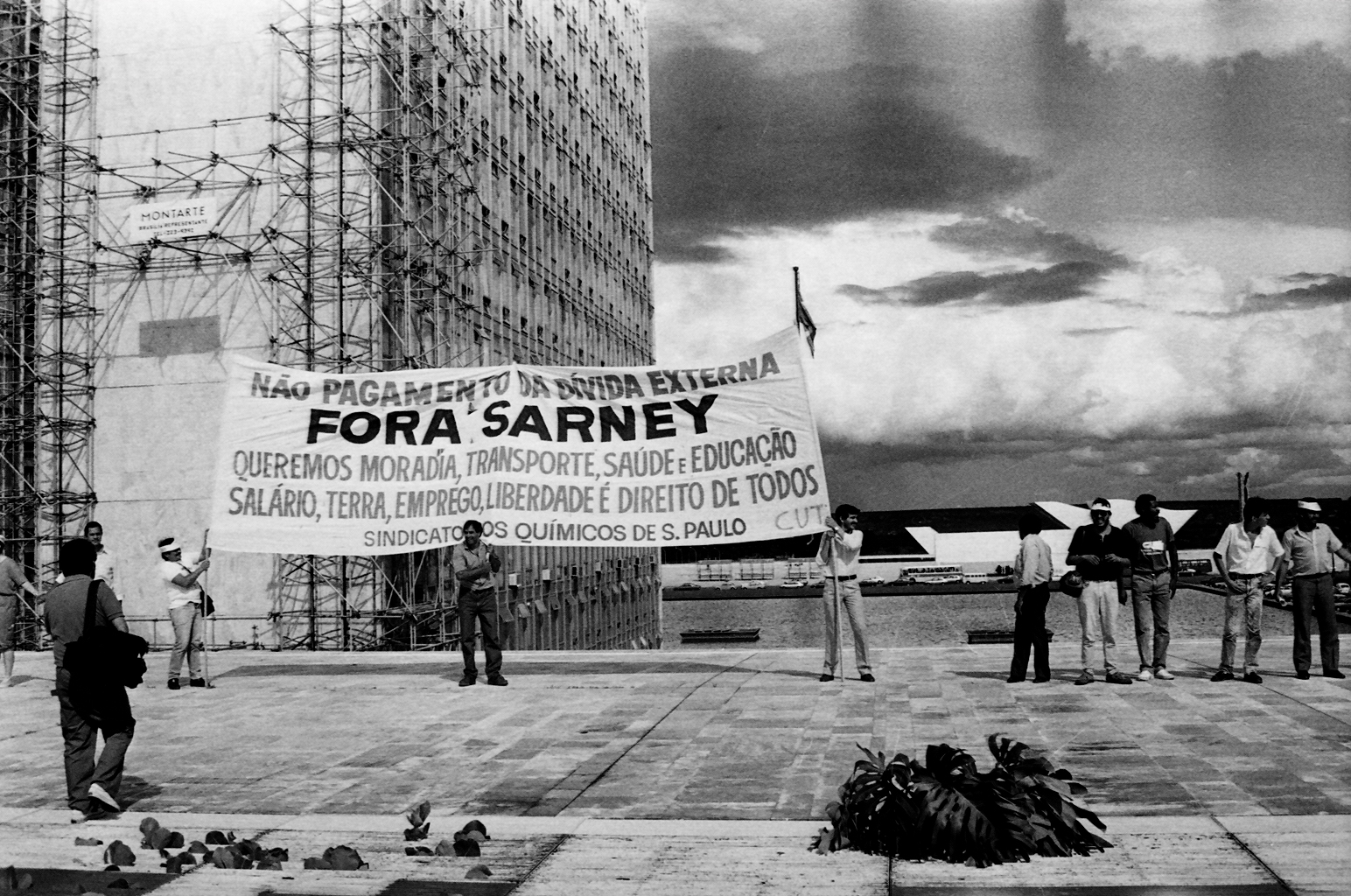
Manifestantes com faixa "Fora Sarney" em frente ao Congresso Nacional.

Durante o seu governo, Sarney criou a Secretaria do Tesouro Nacional, que absorveu as funções de execução orçamentária, até então a cargo de um departamento do Banco do Brasil. Foi extinta a conta movimento do Banco Central no Banco do Brasil, unificado o orçamento geral da União, com a inclusão de todas as despesas de natureza fiscal, inclusive as realizadas pelo Banco Central e pelo Banco do Brasil, como as operações de crédito rural. Foi criado o Sistema Integrado de Administração Financeira do Governo Federal – Siafi, primeiro passo para a transparência das contas públicas no país.

### Meios de comunicação como barganha política
Durante seu governo, no qual teve Antonio Carlos Magalhães como ministro das Comunicações, foram distribuídos mais de mil concessões públicas de rádio e TV, basicamente comerciais e sem licitação. No total, a administração Sarney distribuiu 1.028 concessões de emissoras de rádio (AM e FM) e de televisão (30,9% dos canais existentes na época) - sendo que em apenas um mandato, José Sarney assinou um número de concessões superado apenas pela soma das permissões autorizadas por todos os presidentes brasileiros entre 1934 e 1979. A grande distribuição de concessões de radiodifusão foi uma política adotada em troca de apoio no Congresso, inclusive para Sarney obter um ano a mais na presidência. A própria família Sarney detém concessões do tipo por todo o Maranhão, além de jornais impressos.

### Política externa

José Sarney com Pelé e Ronald Reagan, presidente dos Estados Unidos em uma cerimônia na Casa Branca, em 1986

Com uma pauta que não abria controvérsias com suas bases partidárias, Sarney atuou com desenvoltura na política externa. Retomando a tradição de independência estabelecida desde o Barão do Rio Branco e mais especialmente por Afonso Arinos, o Brasil estendeu seu diálogo a todo o mundo, desvinculando-se das posições dos Estados Unidos. Em seu novo enfoque já em setembro de 1985, abrindo a 40.ª Assembleia Geral das Nações Unidas, denuncia o tratamento dado à dívida dos países pobres, especialmente da América Latina: o problema em questão não era apenas econômico e financeiro, e a dívida não poderia ser paga com o sacrifício do povo.
Rompendo também com o crescente distanciamento e competição com a Argentina, Sarney buscou uma aproximação que teve ampla receptividade de parte de Raúl Alfonsín. A partir de um encontro em novembro de 1985, em Foz de Iguaçu, quando o presidente argentino quebrou o mito de que Itaipu era uma arma contra seu país ao visitar a usina, Sarney e Alfonsín iniciaram um processo de entendimento e integração, ampliado com o apoio do presidente Julio Maria Sanguinetti, do Uruguai. A relação de confiança é selada com a visita de José Sarney à usina atômica de Pilcaniyeu e com a visita de Raúl Alfonsín à usina da Marinha em Aramar, encerrando a disputa nuclear e afirmando a exclusividade do uso pacífico da energia atômica. Os dois presidentes lançaram as bases do que seria concretizado como Mercosul, estabelecendo a cláusula democrática de que só seriam aceitos como membros países com pleno funcionamento de suas instituições.
Sarney dialogou ainda com os presidentes da Venezuela, Jaime Lusinchi e Carlos Andrés Pérez; da Colômbia, Belisário Betancur e Virgilio Barco; do Equador, Rodrigo Borja Cevallos; do Peru, Alan Garcia; da Bolívia, Paz Estenssoro e Paz Zamora; do Paraguai, Andrés Rodriguez; e do México, Miguel De La Madrid. O Brasil se empenhou na formação do Grupo de Apoio a Contadora — depois Grupo do Rio — que teve papel importante na solução dos conflitos na região do Caribe. Sarney também reatou relações com Cuba, rompidas durante o regime militar.

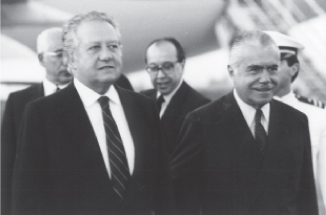
José Sarney (à direita) recebe o então presidente de Portugal Mário Soares, em 1988

As relações com os Estados Unidos foram marcadas pelos contenciosos comerciais e pela discordância sobre o tratamento da dívida externa do Brasil. Embora tenha estado pessoalmente com os presidentes americanos Ronald Reagan e George Bush, predominou a tentativa americana de impor uma posição de força, com constrangimentos tais como o que estabeleceu sanções comerciais ao Brasil durante as comemorações de Sete de Setembro. Sarney não se dobrou a estas pressões.
Com o chefe do Governo da Espanha, Felipe González, Sarney estabeleceu, além do intercâmbio diplomático, fortes relações pessoais. O processo de redemocratização espanhola, com os pactos de Moncloa, era um exemplo que tentava implantar no Brasil. Também com Portugal cria relações privilegiadas, ligando-se ao presidente Mário Soares. Sarney ainda lança as bases da Comunidade dos Países de Língua Portuguesa, em reunião em São Luís do Maranhão de que participam representantes de Brasil, Portugal, Angola, Moçambique, Cabo Verde, Guiné Bissau e São Tomé e Príncipe.
Em retribuição à visita do presidente François Mitterrand, que foi o primeiro chefe de Estado europeu a visitar o Brasil redemocratizado, Sarney visita a França em 1988, e retorna em 1989, quando participa das celebrações dos 200 anos da Revolução Francesa. Sarney também visita a URSS, que vivia os anos de glasnost, abertura promovida por Mikhail Gorbachev, e que se tornara importante parceira comercial. Também foi muito importante a visita à China, quando Sarney encontra-se com Deng Xiaoping, inclusive pelos acordos de cooperação tecnológica, especial no lançamento de satélites.
Em 1986, Sarney visita Cabo Verde, onde condena mais uma vez o apartheid e defende a soberania e integridade territorial de Angola e a desmilitarização do Atlântico Sul. No mesmo ano recebe o bispo Desmond Tutu como parte de uma estratégia de aproximação com a oposição ao regime de Pretória. Em várias oportunidades manifesta o apoio a Angola no seu conflito com a África do Sul, e, em 1989 visita o país, demonstrando a disposição brasileira de auxiliar na sua reconstrução.

### Atentado
Em 29 de setembro de 1988, o maranhense Raimundo Nonato Alves da Conceição, então com 28 anos, sequestrou o voo VASP 375 planejando atingir o Palácio do Planalto com a intenção de punir o então presidente da república, a quem atribuía a culpa pela perda de seu emprego e pela situação econômica do país. A operação não obteve êxito e após o avião pousar em Goiânia, Raimundo foi baleado por policiais federais, morrendo três dias depois.

## Senador pelo Amapá

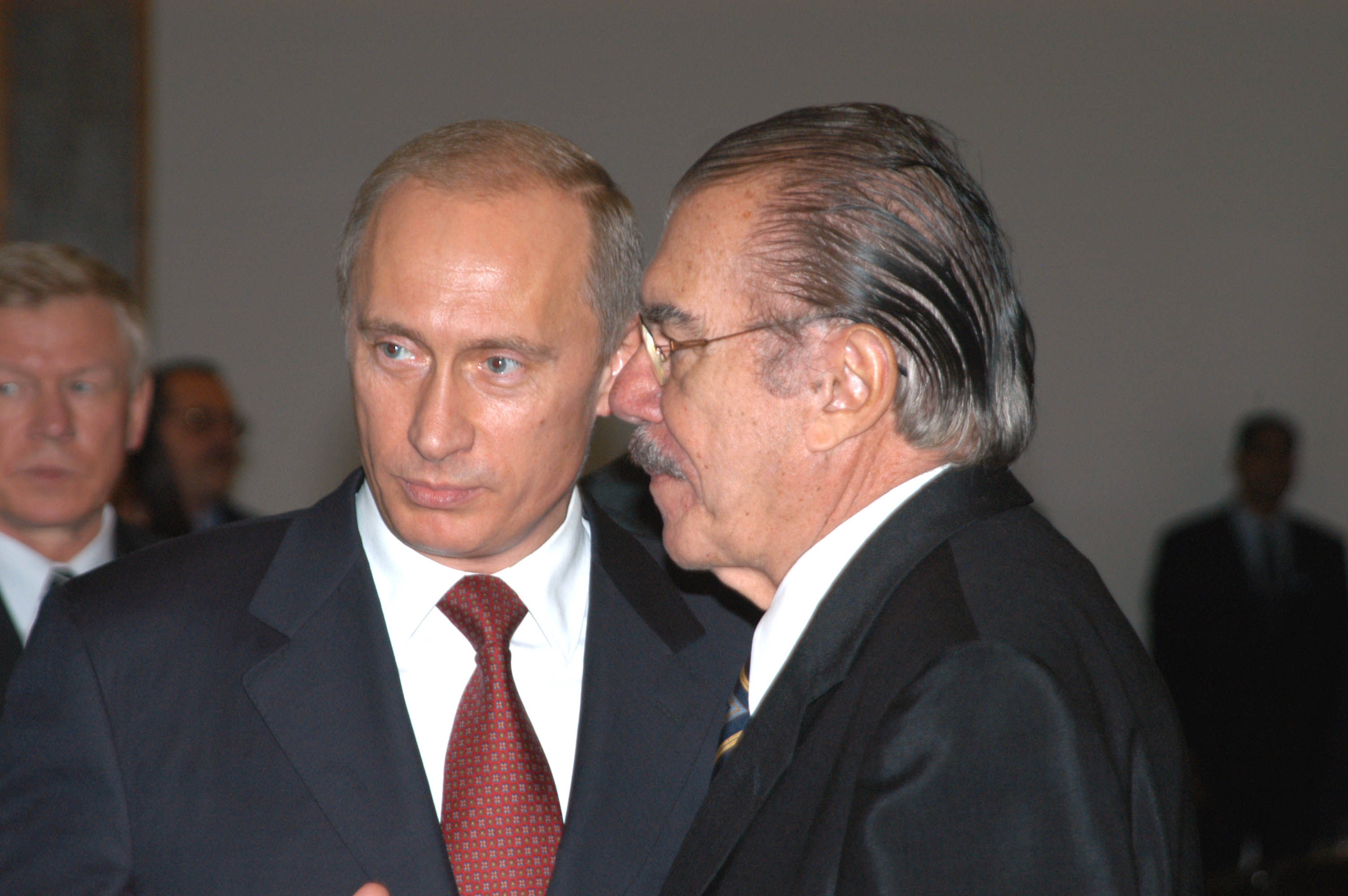
O então senador Sarney com o presidente da Rússia Vladimir Putin em novembro de 2004

Em 1990, Sarney transferiu seu domicílio eleitoral para o recém-criado estado do Amapá, antigo território federal, candidatou-se e foi eleito senador no mesmo ano. Em seu mandato se destaca pela defesa da Área de Livre Comércio de Macapá e Santana, pelo projeto do Estatuto da Micro e Pequena Empresa e pelo projeto que garantiu a distribuição gratuita de medicamentos aos portadores de HIV, cujo pioneirismo teve repercussão internacional. Em 1995 foi eleito presidente do Senado, quando renovou a estrutura administrativa e colocou em dia o funcionamento legislativo, com pendências de vários anos. Criou também a estrutura de comunicações da casa, com rádio, televisão e jornal, tornando transparentes as atividades parlamentares. No ano seguinte, Sarney escolheu os representantes da sociedade civil no Conselho de Comunicação Social, criticada tanto pelo jornalista Alberto Dines, do veículo jornalístico Observatório da Imprensa, como pelos próprios líderes do senado Pedro Simon, Epitácio Cafeteira e José Eduardo Dutra. Segundo o jornalista, Sarney havia indicado representantes de todos os interesses e corporações, menos dos destinatários da mídia.
Em 1998, Sarney foi reeleito senador pelo Amapá. Entre outras medidas a favor do estado, defendeu a extensão dos benefícios do porto de Manaus. No ano seguinte apresentou o primeiro projeto de lei instituindo cotas raciais. Sua proposta previa cota mínima de 20% para o preenchimento de vagas nos concursos a cargos públicos, nas instituições de ensino nos três níveis de governo — federal, estadual e municipal — e nos contratos do Fundo de Financiamento ao Estudante do Ensino Superior (Fies). O projeto foi aprovado no Senado, mas, anexado ao Estatuto da Igualdade Racial, desapareceu na Câmara dos Deputados. Foi, no entanto, o elemento que introduziu o uso de cotas nas instituições de ensino, que se tornaram um marco nas relações raciais no Brasil. Propôs também a criação da Política Nacional do Livro, a criação de um Fundo Nacional de Assistência à Vítimas de Violência, o Plano de Desenvolvimento Regional dos Municípios do Entorno do Parque do Tumucumaque, entre outros.

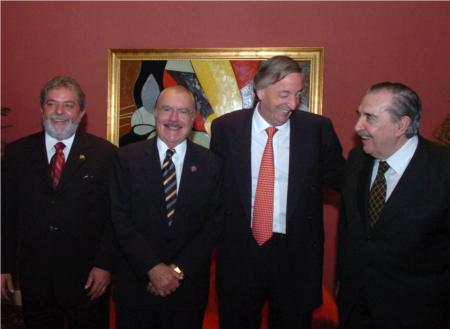
Da esquerda para direita: presidente Luiz Inácio Lula da Silva e senador Sarney com os presidentes Néstor Kirchner e Raúl Alfonsín da Argentina, 2005

Em 2002 apoiou, discordando da posição do PMDB, a candidatura de Luiz Inácio Lula da Silva a presidente da República. Em 2003 foi novamente eleito presidente do Senado Federal. Em 2006 foi eleito pela terceira vez senador pelo Amapá. Em 2009 e 2011 foi eleito pela terceira e pela quarta vez presidente do Senado. Em seguida à eleição de 2009, tendo contratado a Fundação Getúlio Vargas para estudar a reforma administrativa da casa, foi descoberto que um grande número de atos administrativos não tinha sido publicado no BAP — Boletim Administrativo Eletrônico de Pessoal. Os atos foram chamados pela imprensa de “atos secretos”. Mais tarde foi constatado que muitos destes atos haviam sido publicados em outros meios, como Diário Oficial. Dos atos que realmente não tinham sido publicados, 1,68% foram durante Presidência de Sarney. Foram propostas 11 representações contra Sarney no Conselho de Ética, todas rejeitadas liminarmente por estarem embasadas apenas em notícia do jornal e a jurisprudência do STF recusar a abertura de processos com essa fundamentação. Suas últimas gestões têm se caracterizado por avanços administrativos e na transparência do Senado, com a criação de um Portal da Transparência, a ampliação da rede de comunicação, a instalação da Ouvidoria do Senado, entre outras iniciativas.

## Aposentadoria

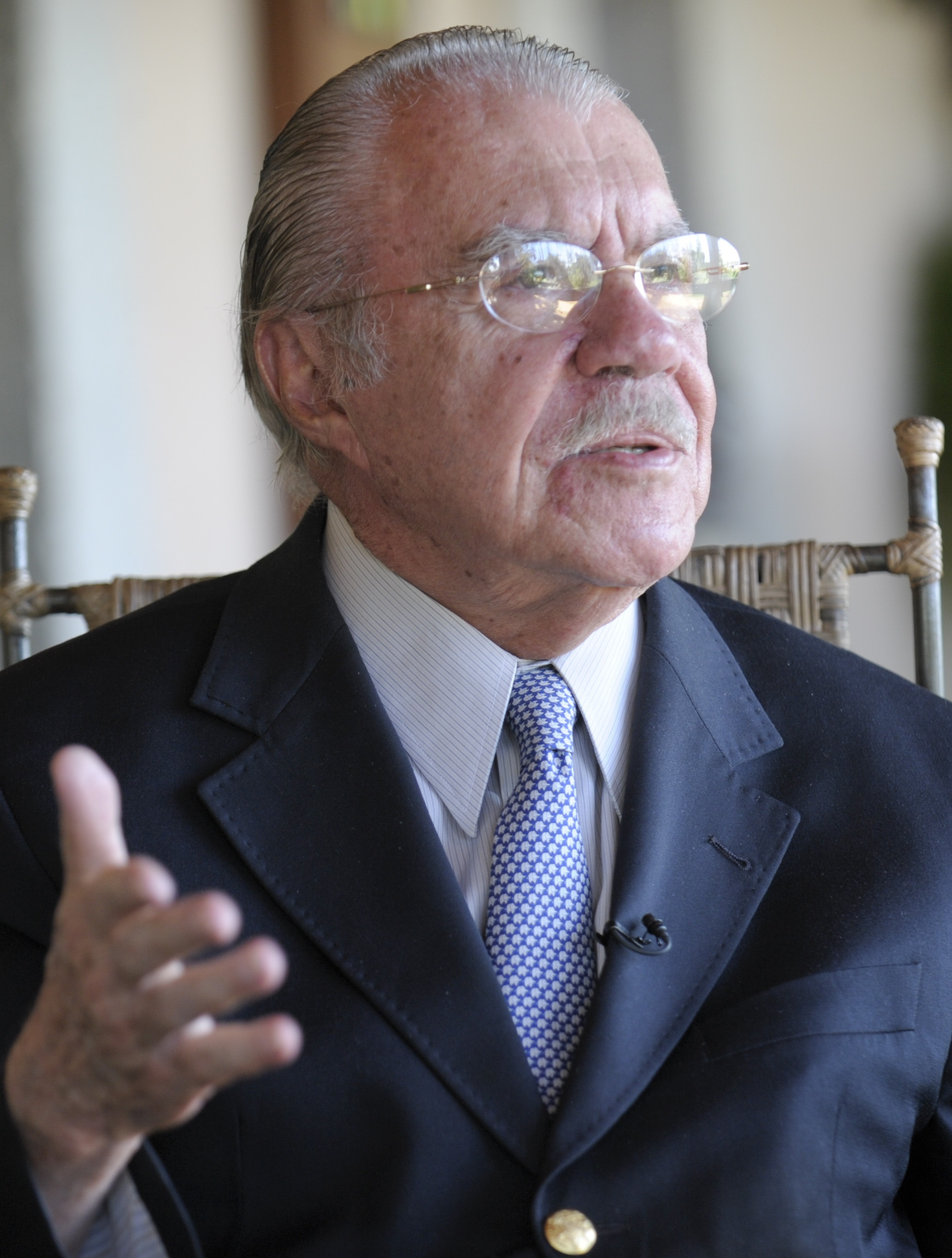
Sarney durante entrevista em fevereiro de 2015

Desde o final do ano de 2013, rumores indicavam a vontade do senador e ex-presidente José Sarney de se aposentar da vida política e se dedicar exclusivamente à carreira literária. A decisão só foi confirmada por Sarney no dia 23 de junho de 2014 à presidente Dilma Rousseff, durante uma viagem para o Amapá. Conforme informações da analista política Cristiana Lôbo, a razão da aposentadoria seriam problemas de saúde de sua mulher, a ex-primeira-dama Marly Sarney. Mas a jornalista apurou, nos bastidores do Senado Federal, que o maranhense estava com receio de sofrer uma derrota nas urnas. Ele ocupava o cargo de senador desde 1991, após deixar a presidência da República e transferir seu domicílio eleitoral para o Amapá.

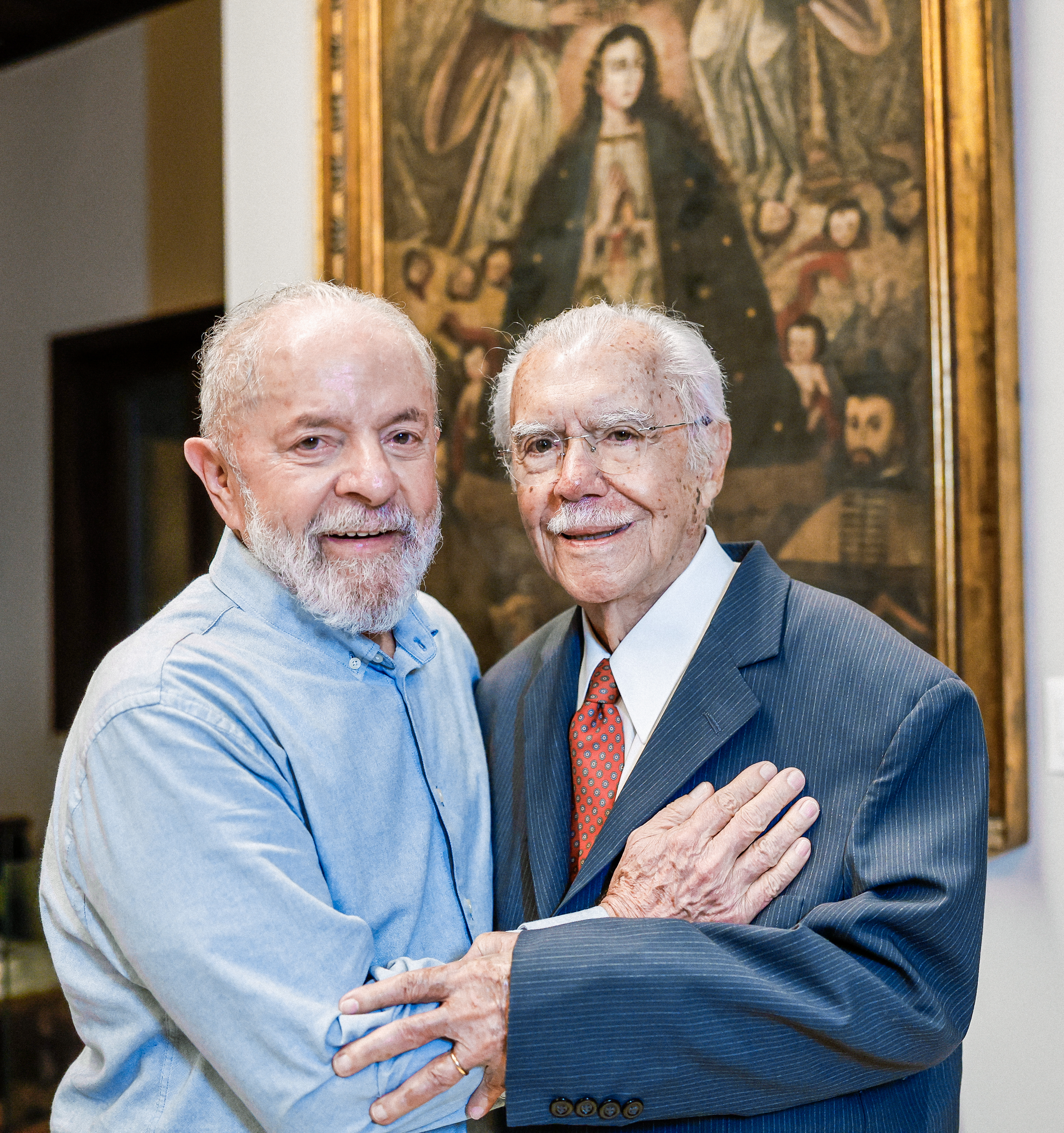
José Sarney e Luiz Inácio Lula da Silva em 2024.

No dia 23 de junho de 2014, o senador José Sarney, por meio de sua assessoria, divulgou que não será candidato à reeleição. Na convenção estadual do PMDB-AP, no dia 27 do mesmo mês, o ex-presidente chancelou sua desistência e declarou que "a política está muito desestimulante".

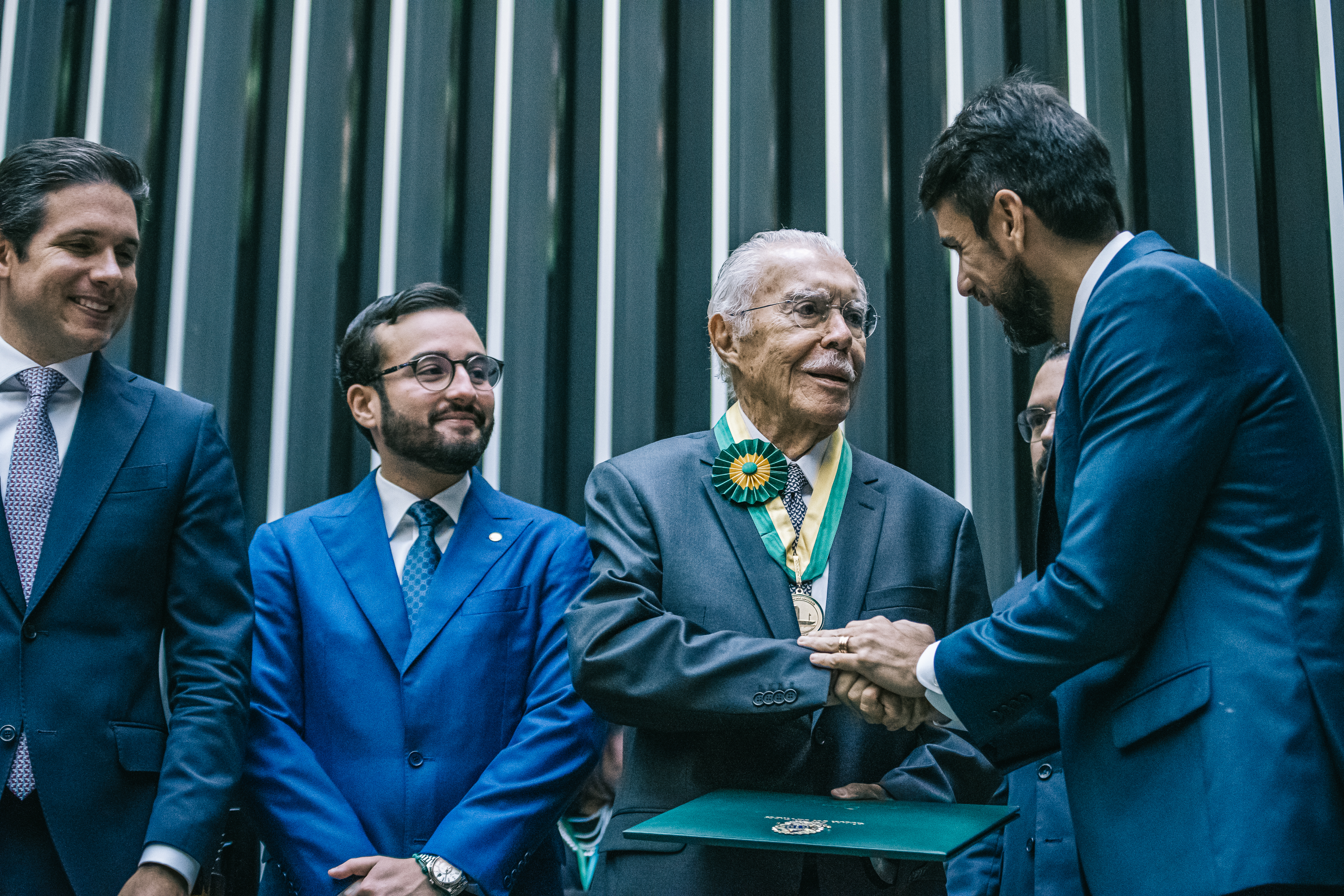
José Sarney durante cerimônia especial do Senado Federal do Brasil, em comemoração dos 40 anos da Redemocratização do Brasil.

## Carreira literária
Ao lado de sua vida política, José Sarney desenvolveu uma extensa carreira literária, como autor de contos, crônicas, ensaios e romances. Criador do Suplemento Literário de O Imparcial, participou de um grupo de escritores e artistas que se reunia na Movelaria Guanabara, em São Luís. Nesta época — começo da década de 1950 — edita com Luiz Carlos de Bello Parga e Bandeira Tribuzzi a revista A Ilha, porta voz do pós-modernismo no Maranhão, e par de revistas lançadas por todo o Brasil. A influência dominante no grupo é de Bandeira Tribuzzi, que estudara em Portugal e de lá trouxera a apreciação de Fernando Pessoa e dos poetas portugueses do segundo quarto do século XX. Sua colaboração esparsa lhe valeu a eleição precoce para a Academia Maranhense, em 1952, aos 22 anos. No ano seguinte lança um estudo antropológico, Pesquisa sobre a Pesca de Curral, e logo depois o primeiro livro de poesia, A Canção Inicial. Com a intensa atividade política dos anos seguintes, só voltaria a publicar literatura depois de um longo intervalo, justamente, no entanto, quando vivia a efervescência do governo do Maranhão. Trata-se de um livro de contos, Norte das Águas, escrito com uma linguagem de grande riqueza vocabular e domínio formal, saudado em todo o Brasil. Em 1978 voltou à poesia, com Os Maribondos de Fogo. Depois de um intervalo em que publica um grande volume de discursos, retorna à literatura em 1995 com O Dono do Mar, romance em que renovaria as experiências formais de Norte das Águas, em um contexto de tempo múltiplo e forte erotismo. Em 2000 lança um novo romance, Saraminda, que o confirmaria como mestre do gênero, com uma escrita despojada e poética, ambientado na região fronteiriça entre o Amapá e a Guiana Francesa. Num terceiro romance, A Duquesa Vale uma Missa, de 2007, Sarney transfere o cenário literário para o eixo Rio-São Paulo. Sarney é autor de uma vasta colaboração na imprensa, onde se destaca a crônica semanal na Folha de S.Paulo, que retomada em 1991, publicou ininterruptamente durante mais de 20 anos. Estas crônicas foram recolhidas em oito volumes, e a Academia Brasileira de Letras publicou uma antologia, Tempo de Pacotilha.
De João Gaspar Simões, crítico literário português que foi o primeiro editor de Fernando Pessoa, sobre Maribondos de Fogo:

Com os olhos e os sentidos postos na terra do Maranhão, a sua terra, a terra da sua infância, eis como José Sarney imprime aos poemas que formam o seu livro, romanceadamente estruturado, algo que é parte integrante, já hoje, de uma tradição do lirismo brasílico, qual seja, a faculdade de o poeta do Brasil, ao contrário do de Portugal, preferir o que vê ao que sente e, no que sente, nunca deixar esquecer o que vê graças a essa ancestral forma narrativa, o romance ou rimance, mais castelhana, afinal, do que portuguesa ou galego-portuguesa…

José Sarney, quanto a nós, figura entre os poetas modernos do Brasil em cujo estro vemos o que de mais castiço se nos afigura de considerar numa maneira poética que principia a impor-se como legitimamente brasílica.— João Gaspar Simões
O que José Sarney nos faz tão maravilhosamente ver é o duplo aspecto sobre o qual pode nos aparecer o mundo sobrenatural: muito distante no espaço ou muito distante no tempo. Frequentemente, disse e escrevi que para nós, modernos, a história faz as vezes da mitologia. Em seu livro, a mitologia popular floresce em evocação do passado, relativamente próximo para os homens ignorantes da história, mas que, na pena do narrador, assume dimensões muito mais vastas e torna presente, para nós, a epopeia marítima da nação portuguesa inteira que se perpetua diante de nossos olhos, graças a Sarney, através da vida laboriosa de humildes pescadores do litoral brasileiro…— Claude Levi-Strauss, criador do estruturalismo, sobre O Dono do Mar
A história, a lenda, o dia-a-dia, o amor, a família, a paixão desvairada, a guerra, o que está acontecendo e o que sucedeu séculos antes, aquilo que se sabe por ouvir dizer. De começo os tempos do romance são linhas paralelas, acontecidos diversos e distantes, mas no decorrer da narrativa essas linhas se aproximam e se misturam, fundindo-se na realidade de um tempo maior que contém o ontem e o hoje. Tarefa difícil que José Sarney resolveu na perfeição da arquitetura de seu romance. As histórias dos navios naufragados no passado, da canoa e da pescaria de Cristório. O romancista conhece, com um conhecimento vivido, a vida de seu povo e a história do mar do Maranhão.— Jorge Amado, sobre O Dono do Mar
Sarney chegou ao Senado numa hora difícil, em 1971, quando as instituições sofriam o interregno dos atos de exceção. A matéria deste livro tem suas origens mergulhadas a partir de 1964 no movimento que pretendeu renovar os costumes políticos do País. Desse regime não foi beneficiário, pois os mandatos que obteve a partir de 1965, como governador, e depois em dois mandatos de senador, lhe foram dados pelo voto livre do Maranhão. Mas Sarney, que teve funções de lideranças, não fugiu às suas responsabilidades seja para com a democracia da sua crença seja para o regime de exceção que estima estar sendo o veículo da modernização das instituições nacionais. A sua primeira fé — a democrática — expressa-se no próprio título dessa coletânea de discursos — “O Parlamento Necessário” — e a sua interpretação do papel do movimento de março aprofunda-se em que, a pretexto de identificar o formalismo jurídico da oposição, acentua a transitoriedade e a instrumentalidade dos atos de emergência mediante os quais os governos militares procuram balizar a marcha para a implantação do regime democrático. […] Estudioso das instituições parlamentares e dos partidos, Sarney aprofunda suas observações em dois discursos sobre modernização, assessoramento e função de umas e de outros. São peças importantes e que certamente influíram no que se fez no Congresso e do que se faz na recomposição dos quadros partidários. […] O Senador José Sarney está na metade do seu segundo mandato. Sua carreira está numa encruzilhada. Ele hesita entre o apelo dos romances por escrever, dos quadros por pintar, e da vida pública por continuar no nível a que o destino o conduziu. Sua opção, de homem de talento limitado politicamente apenas pelas contingências históricas da sua região, surgirá naturalmente, sem esforço, da própria trama da sua vida, tão rica e tão complexa. Na literatura e na política ele está no ponto alto e, numa e na outra, horizonte se abre à sua frente.— Carlos Castelo Branco, mais importante jornalista político da segunda metade do século XX no Brasil, sobre O Parlamento Necessário

### Obras
Incluem-se entre as principais obras do autor José Sarney:
- A Canção Inicial (1952), poesia
- A pesca do curral (ensaio), 1953
- A canção inicial (poesia), 1954
- Norte das águas (contos), 1969
- Marimbondos de fogo (poesia), 1978
- O parlamento necessário, 1982 (discursos, 2 volumes)
- Falas de bem-querer, 1983 (discursos)
- Dez contos escolhidos, 1985
- Brejal dos Guajas e outras histórias, 1985
- A palavra do presidente, 1985-1990 (discursos, 6 volumes)
- Sexta-feira, Folha, 1994 (crônica)
- O dono do mar (romance), 1995
- Mercosul, o perigo está chegando, 1997 (geopolítica)
- Amapá, a Terra onde o Brasil começa, 1998 (história)
- A onda liberal na hora da verdade, 1999 (crônica)
- Saraminda (romance), 2000
- Saudades mortas (poesia), 2002
- Canto de página, 2002 (crônica)
- Crônicas do Brasil contemporâneo, 2004, 2 volumes
- Tempo de pacotilha, 2004
- 20 anos de democracia, 2005 (discursos, 2 volumes)
- 20 anos do Plano Cruzado, 2006 (discursos)
- Semana sim, outra também, 2006 (crônica)
- A duquesa vale uma missa (romance), 2007
- Maranhão - sonhos e realidades (romance), 2010
- Galope à beira-mar: Casos e acasos da política e outras histórias  (memórias), 2018

### Academia Brasileira de Letras

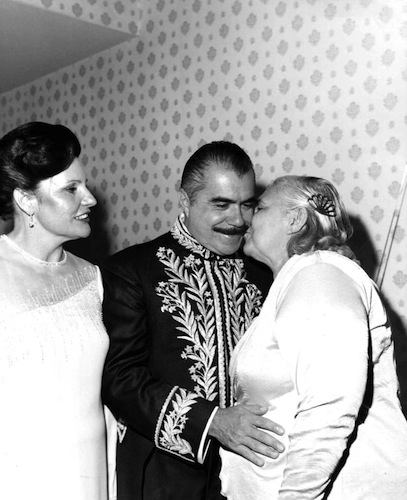
Marly Sarney, José Sarney e sua mãe Kyola, na cerimônia de posse na Academia Brasileira de Letras, em novembro de 1980.

Sarney foi eleito em 17 de julho de 1980 para ocupar a cadeira 38 da Academia Brasileira de Letras, na sucessão de José Américo de Almeida, que tem como patrono o poeta Tobias Barreto. Foi recebido em 6 de novembro de 1980 pelo acadêmico Josué Montello, recebendo os acadêmicos Marcos Vinicios Vilaça e Affonso Arinos de Mello Franco. É o decano (o membro eleito há mais tempo) da agremiação. Também é presidente de Honra da Academia Pinheirense de Letras, Artes e Ciências – Aplac.
Montello, em seu discurso de recepção, proferiu:

Para quem alcançou na vida pública os cimos que já conquistastes, como deputado federal, como Governador do Maranhão, como senador da República, como presidente de um grande partido político, a glória da Academia poderia parecer um título a mais, para adorno ou enfeite da vossa biografia.

Ora, o primoroso discurso que acabais de proferir, e que este salão aplaudiu com as suas palmas efusivas, já é, por si mesmo, a resposta à minha pergunta. Acabastes de ser laureado na prova oral do ingresso na Academia. Sois incontestavelmente um escritor, por vocação e aplicação, com o perfeito sentido da palavra esteticamente concebida.

### Academia Maranhense de Letras
Sarney foi eleito em 19 de março de 1952 para ocupar a cadeira 22 da Academia Maranhense de Letras, na sucessão de Correia da Silva, que tem como patrono o escritor Humberto de Campos. Foi recebido em 17 de junho de 1952 pelo acadêmico Professor Mata Roma, recebendo posteriormente a acadêmica Lucy Teixeira e os acadêmicos Odilo Costa Filho, Bernardo Almeida e Joaquim Campelo Marques. É o decano (o membro eleito há mais tempo) da agremiação. Também fora presidente da Academia de 11 de abril de 1966 a 31 de dezembro de 1969.

## Patrimônio
A família de Sarney detém uma das maiores fortunas do Maranhão, com dezenas de imóveis e meios de comunicação. As propriedades mais ricas são uma fazenda na Ilha de Curupu e uma mansão na Praia do Calhau, que Sarney incluiu em sua declaração bens quando se candidatou a senador pelo Amapá, em 1990.
Ex-jornalista dos Diários Associados, Sarney começou a construir seu império de comunicação durante a Ditadura militar brasileira, quando adquiriu em 1973 o então Jornal do Dia, que transformou no atual O Estado do Maranhão. O diário foi a base do Sistema Mirante de Comunicação montado por Sarney, que seria ampliada na década de 1980 (sob sua própria gestão como presidente da República) a TV Mirante (geradora, e atual retransmissora da Rede Globo) e as rádios Mirante (AM e FM). Os filhos Fernando, Roseana e Sarney Filho aparecem no cadastro do Ministério das Comunicações como sócios de dezenas emissoras de rádio ou de televisão no Maranhão.

## Controvérsias
Envolvido na cena política do Brasil desde meados da década de 1950, Sarney é visto por diversos estudiosos e setores da sociedade brasileira como membro de uma oligarquia. Durante seu mandato presidencial, o governo sofreu denúncias de corrupção, tendo o próprio presidente Sarney sido denunciado, embora as acusações não tenham sido investigadas pelo Congresso Nacional. Foram citadas suspeitas de superfaturamento e irregularidades em concorrências públicas, como a da licitação da Ferrovia Norte-Sul, além de favorecimento nas concessões públicas de radiodifusão em troca de apoio político - como para obter um ano a mais na presidência da república.
Em 1988 a CPI da corrupção apontou o ex-presidente como um dos responsáveis do esquema, por ter liberado dinheiro de fundos controlados pela Presidência a municípios, sem critérios. Assim que a verba acabava, Sarney utilizava a chamada reserva de contingência e contava com a ajuda do ministro do Planejamento, Aníbal Teixeira.
Em 2009 a Polícia Federal descobriu que Sarney usou jornal e TV para atacar grupo do rival político Jackson Lago.
José Sarney já foi alvo de críticas afiadas de alguns intelectuais, entre os quais se destacam Paulo Francis e Millôr Fernandes. A respeito de Brejal dos Guajas, Millôr disse que se tratava de "uma obra-prima sem similar na literatura de todos os tempos, pois só um gênio poderia fazer um livro errado da primeira à última frase". Afirmou ainda que "em qualquer país civilizado Brejal dos Guajas seria motivo para impeachment".

### "Hashtag"Fora Sarney! (#forasarney)
#forasarney é uma expressão originada nas ruas, por movimentos sociais opostos à política do então Presidente da República, e sua utilização remonta pelo menos a Julho de 1987, quando era escrita separadamente (Fora Sarney!).
Em junho de 2009, a expressão foi retomada na internet em forma de hashtag, que tornou-se um meme virtual e que designa um movimento social, cujos simpatizantes exigiam a saída do senador José Sarney de suas funções no Congresso Nacional do Brasil após sequência de denúncias contra o parlamentar.
Em 29 de junho, coordenado com um evento contra Sarney na capital de seu estado de origem (São Luís, no Maranhão), o volume de mensagens que continham a hashtag #forasarney superou a marca de dez mil mensagens por hora.
Em 30 de junho e 1 de julho, foram marcadas manifestações públicas em várias grandes cidades brasileiras que, apesar do apoio de celebridades e de partidos de esquerda, reuniram poucas pessoas e, em Florianópolis e Porto Alegre, nenhuma. Num dos eventos, marcado em Brasília, a presença do humorista Danilo Gentili — apoiador do movimento e colega de Bastos no programa Custe o que Custar — foi vetada por sua emissora, a Band.
Após nova acusação contra Sarney, a respeito de desvio de verbas, no dia 15 de julho, alguns dentre os 5 800 usuários contra Sarney propuseram spamming às contas de e-mail dos senadores como forma de atrair a atenção dos parlamentares para a causa.
A assessoria do senador José Sarney declarou, em reportagem, que "lamentava, mas respeitava" o movimento.

## Condecorações
José Sarney foi agraciado com as seguintes condecorações:
- Grã-Cruz da Ordem Nacional da Legião de Honra de França;
- Grã-Cruz ou Grande-Colar da Ordem Nacional do Mérito de França;
- Ordem de Rio Branco do Brasil;
- Ordem Nacional do Cruzeiro do Sul do Brasil;
- Ordem do Mérito Judiciário Trabalhista do Brasil;
- Grande-Colar da Ordem Militar de Sant'Iago da Espada de Portugal (14 de Julho de 1986)[83]
- Grã-Cruz da Ordem Militar de Cristo de Portugal (16 de Dezembro de 1997)[83]
- Grã-Cruz da Ordem do Infante D. Henrique de Portugal (14 de Março de 2000)[83]